# (464500) 2016 BC74
(464500) 2016 BC74 es un asteroide perteneciente al cinturón de asteroides, descubierto el 14 de enero de 2010 por el equipo Spacewatch desde el Observatorio Nacional de Kitt Peak (Arizona, Estados Unidos).